# Ahmed Best
Ahmed Best (Nova York, Nova York, 19 d'agost de 1973) és un actor estatunidenc. És més conegut per donar veu a Jar Jar Binks en diverses sèries i videojocs de la saga La guerra de les galàxies.

## Filmografia
| Any  | Títol                                        | Rol                            | Nota          |
| ---- | -------------------------------------------- | ------------------------------ | ------------- |
| 1989 | Lean on Me                                   |                                | Extra         |
| 1999 | Star Wars Episode I: The Phantom Menace      | Jar Jar Binks                  |               |
| 2002 | Star Wars episodi II: L'atac dels clons      | Jar Jar Binks i Achk Med - Beq |               |
| 2004 | Kangaroo Jack: G'Day U.S.A.!                 | Louis Booker                   | veu           |
| 2005 | Star Wars episodi III: La venjança dels Sith | Jar Jar Binks                  |               |
| 2006 | Open Window                                  | Rufus                          |               |
| 2009 | Mother and Child                             | Julian                         |               |
| 2010 | The Pink House                               |                                |               |
| 2010 | 2001 Maniacs: Field of Screams               | Crow                           |               |
| 2011 | Poolboy: Drowning Out The Fury               | Sidney Moncrief                |               |
| 2011 | Some Guy Who Kills People                    | Major Maxwell                  |               |
| 2012 | FDR: American Badass                         | Curtis                         | postproducció |
| 2013 | DJ                                           | Mouse                          |               |